# Kikori (Fluss)
Der Kikori (englisch Kikori River) ist ein etwa 320 Kilometer langer Fluss im Süden von Papua-Neuguinea. Das Einzugsgebiet erstreckt sich von den Mangrovenfeuchtgebieten der Mündung im Papua-Golf bis in das alpine Grasland in der Southern Highlands Province. Die gleichnamige Stadt Kikori befindet sich am rechten Ufer kurz vor seiner Einmündung in das Delta.
Der Kikori entsteht am Zusammenfluss des Hegigio mit dem Mubi (Fluss) bzw. Digimu, in den u. a. der Lake Kutubu entwässert.
Im Einzugsgebiet des Kikori befinden sich große Öl- und Gasfelder, die seit den 1990er Jahren abgebaut werden. Eine Pipeline zum Abtransport (Papua-Newguinea LNG Project) verläuft im Kikori-Flusssystem am Lake Kutubu vorbei zum Papua-Golf.

## Biodiversität
Das Kikori-Flusssystem ist für seine hohe Biodiversität bekannt, u. a. liegt der diesbezüglich bekannte Mount Bosavi am westlichen Rand des Einzugsgebietes. Das Einzugsgebiet des Kikori ist mit mehr als 100 Fischarten, von denen 14 Prozent endemisch sind, gemeinsam mit dem westlich gelegenen, und wesentlich längeren Fly River der artenreichste Fluss Neuguineas. Die meisten der endemischen Fischarten leben allerdings nicht in den Flussläufen, sondern im Lake Kutubu. Des Weiteren leben im Kikori-Becken drei Arten Cherax, eine endemische blinde Höhlengrundel Oxyeleotris caeca und sechs Arten Süßwasserschildkröten.